# Boban Petrović
Boban Petrović (en serbio: Бобaн Петровић; Kruševac, RFS Yugoslavia, 19 de julio de 1957-Sudáfrica, 27 de septiembre de 2021) fue un jugador de baloncesto serbio. Consiguió dos medallas en competiciones internacionales con Yugoslavia. 

## Equipos
- 1977-1985  Partizan de Belgrado
- 1985-1987  Reims
- 1987-1989  KK Union Olimpija
- 1989-1990  Bàsquet Manresa
- 1990-1993  KK Napredak Kruševac
- 1993-1994  Hasselt BT

## Fallecimiento
Falleció en Sudáfrica, a los 64 años, el 27 de septiembre de 2021, tras llevar varios días hospitalizado a causa de un accidente automovilístico reciente.